# Ontmoetingskerk (Lelystad)
De Ontmoetingskerk is een protestantse kerk in de Atolwijk te Lelystad in de provincie Flevoland. Het is het oudste kerkgebouw van Lelystad.
De kerk is in de periode 1968–1972 gebouwd naar ontwerp van Onno Greiner in de stijl van het naoorlogs modernisme. De eerste steen werd gelegd op 21 november 1970. De kerk werd officieel geopend in augustus 1971. Het gebouw bestaat uit een doosvormig deel en een deel dat zich bevindt onder een hoog zadeldak. De kerkruimte is waaiervormig. In 2009 is bij een verbouwing de binnentuin overkapt waardoor een ontmoetingsruimte ontstond.
De samenwerkende hervormde en gereformeerde gemeenten te Lelystad gingen in 2004 deel uit maken van de Protestantse Kerk in Nederland en vormen sindsdien de Protestantse Gemeente Lelystad. De kerkgemeente heeft een vrijzinnige signatuur.

## Orgel
Het kerkorgel is in 1971 vervaardigd door de firma Fonteijn & Gaal.